# Huhtasaari (ö i Lappland, Rovaniemi, lat 66,08, long 26,31)
Huhtasaari är en ö i Finland. Den ligger i vattendraget Simojoki och i kommunen Ranua i den ekonomiska regionen  Rovaniemi ekonomiska region  och landskapet Lappland, i den norra delen av landet, 700 km norr om huvudstaden Helsingfors. Öns area är 6,1 hektar och dess största längd är 390 meter i nord-sydlig riktning.  Huhtasaari ligger i sjön Portimojärvi.